# Морозини, Томаззо
Томаззо Морозини (итал. Tommaso Morosini; между 1170 и 1175, Венеция — июнь/июль 1211, Салоники) — религиозный деятель XIII века, первый латинский Патриарх Константинопольский (1204—1211).
Член аристократической венецианской семьи. Занимал невысокий сан церковнослужителя. Был иподиаконом.
В 1204 году в результате захвата крестоносцами в ходе Четвёртого крестового похода Константинополя, объявленного столицей Латинской (Романской) империи, встал вопрос об установлении не только политической, но и новой церковной власти на захваченных территориях. Для распространения латинства требовалось создание патриархата церкви латинского обряда и избрание его предстоятеля.
Близость к аристократии Венеции, способствовала тому, что на эту роль был избран Томаззо Морозини. Это произошло вскоре после коронации первого императора Латинской (Романской) империи Балдуина I Фландрского в мае 1204 г.
Сначала его избрание было оспорено папой римским Иннокентием III, как неканоническое и понижающее престиж Латинской Церкви, но уже 29 января 1205 года папа был вынужден признать свершившимся фактом избрание латинским Патриархом Константинопольским Т. Морозини.
После данного им обета уважать права Венеции и папства в Константинополе Морозини 5 марта 1205 г. был рукоположен в сан диакона, 26 марта 1205 — священника и на следующий день, 27 марта 1205 — епископа.
30 марта 1205 получил достоинство патриарха константинопольского. В июле 1205 Т. Морозини прибыл в Константинополь и 20 августа 1206 короновал императора Генриха I Фландрского.
Будучи латинским патриархом Константинополя Т. Морозини во всём руководствовался интересами Венеции.
Его отношения с двором императора Генриха I Фландрского были напряжёнными из-за некоторых юридических вопросов, обвинения его в хищениях из казны Собора Святой Софии в Константинополе, и, главным образом, назначения патриархом представителей венецианского духовенства на более высокие церковные должности.
Т. Морозини также не смог примирить православных византийских греков, как духовенство, так и народ, с католическими (латинскими) законами, обрядами и правилами. Обращить греков в католическую веру ему не удалось. Вместо этого, они стали всё больше обращать взоры вместо Латинской, на Никейскую империю .
После его смерти в 1211 г., пост латинского патриарха Константинополя оставался вакантным до избрания в ноябре 1215 епископа Гервасия (Жерве) из Гераклеи Понтийской.